# Z pamiętnika
Z pamiętnika – sprawozdanie Cypriana Kamila Norwida z 1851 z wystawy w Paryżu.

## O utworze
Z pamiętnika stanowi sprawozdanie Norwida z wystawy artystycznej otwartej w Paryżu w styczniu 1851. Autor ograniczył się do opisu eksponatów nadesłanych przez polskich artystów. Tekst ukazał się w numerze Gońca Polskiego z 22 stycznia 1851 i wywołał polemikę Juliana Klaczki w numerze z 1 lutego.
Tekst poprzedza łacińskie pozdrowienieː Morituri te salutant, Veritasǃ... (Idący na śmierć pozdrawiają cię, Prawdoǃ...), będące parafrazą słynnego pozdrowienia rzymskich gladiatorów: Ave Caeser, morituri te salutant. Poeta umieścił tą parafrazę również jako motto poematu Promethidion, wiersza Scherzo i w liście do Józefa Bohdana Zaleskiego z 22 listopada 1850.

## Treść
Norwid zastanawia się jaki ma sens pisać o wystawie paryskiej 1851 roku, w epoce zaburzeń, których echa jeszcze nie ucichły, gdy nie jest jeszcze wiadomo jakie stanowisko zajmie wobec nich sztuka i czy okaże się panną mądrą czy głupią. Ciekawy jest najpierw kierunek rozwoju architektury, którym dziś kierują nie miłośnicy mądrości, ale uniwersyteccy filozofowie. Dawniej cała tajemnica architektury była w tym, aby przeznaczenie budynku, jego wewnętrzna myśl i układ były jednocześnie tym co on zewnętrznie oznacza. Budynek był piękny, bo był potrzebny i odwrotnie. W ten sposób Michał Anioł został powołany do wzniesienia w łaźniach imperatora prześladującego chrześcijan, w twórczej zemście sztuki, świątyni na cześć Najświętszej Marii Panny. Kto wchodzi do tych budynków czuje w nich powiew życia, i jeśliby nawet przeniósł ich wygląd na papier, zawsze jeszcze musi udać się w te ruiny po komentarz do uczonych rysunków. Dokąd więc zmierza dzisiejsza architektura, której fundamenty zakłada się na pięćdziesiąt lat, a ornamenty greckie, rzymskie, bizantyńskie można kupić w sklepie na wagę cynku i przybić gwoździami, jak nietoperze na drzwiach stajni w Polsce. Dalej gdzie idzie rzeźba, sztuka zamieniająca glinę w złoto, a niwelująca złota wartość. Co wróży malarstwo w czasach, gdy nikt nie pragnie widzieć swego patrona, oblicza Chrystusa, Królowej Nieba, zacnego męża czy nieśmiertelnej chwili w dziejach, lecz tylko samego siebie. Dlatego właśnie aby lepiej zrozumieć sztukę postanawia artysta wybrać się na wystawę.
Norwid wymienia widziane na wystawie popiersie Chłopickiego dłuta młodego Stattlera, portret tegoż generała pędzla p. Fajansa, portret Matki-Polki wykonany przez pannę Szymanowską, które jednak jego zdaniem przyszłe powodzenie sztuki przedstawia w dziwnych i oschłych barwach. Przytacza następnie anonimową uwagę z Gońca o znakomitych ilustracjach do Pamiętników Paska, mało znanych ze względu na brak stosownych tek do ich przechowywania. Moskiewskie widzenie rzeczy objawiło się przy przenoszeniu warszawskiej biblioteki do Petersburga, tomy, które nie mieściły się do pak, przepiłowywano na połowę. Włoskie kazało dla obrazu Wniebowzięcia Tycjana, wznieść odpowiednio wielki kościół, bo najważniejszym zadaniem sztuki jest właśnie dorobienie odpowiedniej teki do rycin. Jej nieśmiertelnym powołaniem jest uszanowanie ludzkiej pracy. Sztuka jest kościołem pracy. Bez sztuki wyprowadzonej z pojęć narodowych bardzo trudne będzie powiązanie pracy fizycznej z umysłową. 
Norwid przytacza też wzmiankę w Gońcu z 15 stycznia o sturczeniu się Michała Czajkowskiego, zakończoną konkluzjąː sobie zachowujemy żal, iż harmonia narodowej treści z formą narodową rozerwana, którą poeta uważa za wieszcze w kwestii powagi i przyszłości sztuki. Zauważa, że bliski jest czas, gdy się okaże, że sztuki ani rękodzieła nie da się sprowadzić do narodu kolejami żelaznymi. Można co najwyżej do siebie prywatnie, naród do wszystkiego musi dojść sam. Wszystko co przyjdzie bez wysiłku, nie zapuści korzeni. Mówiąc w Polsce o sztuce, trzeba poruszać jej stronę utylitarną, system estetyczny na nic się nie przyda, pozostanie książką. Nie chodzi mu przy tym o taką jasność, która potem rodzi ciemne czyny. Woli ciemność o której święty Paweł pisał, że bywa wsiane w ciemności, ale w jasności zmartwychwstaje.